# Епархия Эшове
Епархия Эшове (лат. Dioecesis Eshovensis) — епархия Римско-Католической Церкви с центром в городе Эшове, ЮАР. Епархия Эшове входит в митрополию Дурбан. Кафедральным собором епархии Кабинды является церковь святой Терезы Младенца Иисуса.

## История
27 августа 1921 года Святой Престол учредил апостольскую префектуру Эшове, выделив её из апостольской префектуры Дурбан (сегодня — Архиепархия Дурбан).
11 декабря 1923 года апостольская префектура Эшове была преобразована в апостольский викариат.
11 января 1951 года Римский папа Пий XII издал буллу "Suprema Nobis", которой преобразовал апостольский викариат Эшове в епархию.
12 ноября 1962 года апостольский викариат Эшове передал часть своей территории для возведения  апостольского викариата Ингвавумы.

## Ординарии епархии
- епископ Томас Шпрайтер OSB[1] (1921—1943);
- епископ Aurelian Bilgeri OSB (1947—1973);
- епископ Mansuet Dela Biyase (1975—2005);
- епископ Xolelo Thaddaeus Kumalo (2008 — по настоящее время).

## Источник
- Annuario Pontificio, Libreria Editrice Vaticana, Città del Vaticano, 2003, стр. 958, ISBN 88-209-7422-3
- Булла Suprema Nobis, AAS 43 (1951), стр. 257 (лат.)